# Ville, Valle och Viktor
Ville, Valle och Viktor var ett svenskt barnprogram för TV som producerades i två säsonger och ursprungligen sändes 1970 och 1972. Programmet handlade om de hemlösa artisterna Ville och Valle och den levande dockan Viktor som gav sig ut i samhället för att ta reda på hur saker och ting fungerar, till exempel hur vi tar hand om vår miljö. Ofta sökte de hjälp i boken "Farfars praktiska råd".

## Historik
Debuten för trion skedde redan 1969 i serien Beppes världshus. Ville och Valle (de två vagabonderna) dök plötsligt upp sjungande och spelande i Beppes hus. De fann en tygdocka (Viktor) i Beppes källare. Tygdockan/Viktor reagerade på Ville och Valles musik, varvid den/han vaknade. Dessvärre var Viktor väldigt ostyrig och så svårtyglad att Ville och Valle tvingades spela en sövande trudelutt för att få Viktor tillbaka till dockstadiet igen. Beppe gav emellertid Ville och Valle uppdraget att ta hand om Viktor, vilket de gjorde. De "spelade upp", uppfostrade, "spelade ned" och lärde honom successivt att allt mer bli som en människa. Detta att kunna "spela ned" Viktor till dockstadiet var något som även förekom i senare program med trion.
Ville, Valle och Viktor fick året efter en egen TV-serie. Det producerades två säsonger av TV-serien, båda i formatet fyra avsnitt à 30 minuter. Första TV-serien hade titeln Ville, Valle och Viktor upptäcker Sverige och sändes 1970. Den andra serien kom 1972, under titeln Ville, Valle och Viktor och den mystiske mannen. Till denna bidrog även Hans Wigren och Gösta Bredefeldt med manus.
I ett avsnitt befinner sig Ville, Valle och Viktor i Kungsträdgården under den berömda Almstriden.
År 1977 ansvarade Ville, Valle och Viktor för nio jullovsmorgnar i TV1. De tre bostadslösa "supershowartisterna" får en lägenhet och bekymren med att få ihop pengar till hyran börjar. Programmet lovade dock att föräldrarna inte skulle sätta julgröten i halsen.

## Roller
- Anders Linder - Valle
- Jörgen Lantz - Ville
- Hans Wigren - Viktor
- Gösta Bredefeldt - Den mystiske mannen

## Avsnitt

### Ville, Valle och Viktor upptäcker Sverige
Serien sändes i svartvitt.
1. Mysteriet med den försvunna fisken (2 november 1970, repris 23 mars 1971)
2. Mysteriet med de tomma husen (9 november 1970, repris 30 mars 1971)
3. Mysteriet med plåtlådorna (16 november 1970, repris 6 april 1971)
4. Mysteriet med de försvunna frågorna (23 november 1970, repris 13 april 1971)

### Ville, Valle och Viktor och den mystiske mannen
Serien sändes i svartvitt.
1. Första mötet med den mystiske mannen (7 april 1972, repris 27 november 1973)
2. Ville, Valle och Viktor drar sig tillbaka för att vila i farfars praktiska stuga. Men den mystiske mannen dyker upp igen... (14 april 1972, repris 4 december 1973)
3. Ville, Valle och Viktor på jakt efter en skatt. Men någon har redan varit där och grävt... (21 april 1972, repris 11 december 1973)
4. Vem är egentligen Valles farfar? Och vem kan ha nytta av hans Praktiska Råd? Den mystiske mannen finns visst överallt... (28 april 1972, repris 18 december 1973)

### Ville, Valle och Viktor i jullovsmorgon
Serien sändes i färg.
1. ...flyttar in (24 december 1977)
2. ...bildar familj (25 december 1977)
3. ...i skolan (26 december 1977)
4. ...på danstävling (27 december 1977)
5. ...i affärsvärlden (28 december 1977)
6. ...har energiproblem (29 december 1977)
7. ...får släktbesök (30 december 1977)
8. ...och de svarta pengarna (31 december 1977)
9. ...och mormor som inte kunde skratta (1 januari 1978)[4]

## Diskografi
- 1971 – Här kommer Ville och Valle och Viktor , vann en Grammis 1972 för Årets barnskiva
- 1978 – Här kommer Ville och Valle och Viktor...igen!